# Ligne de Győr à Sopron
La ligne de Győr à Sopron ou ligne 8 est une ligne de chemin de fer de Hongrie. Elle relie Győr par la Gare de Győr à Sopron par la Gare de Sopron. Elle dessert l'Ouest du pays, notamment les villes de Csorna, Kapuvár et Fertőszentmiklós.